# Bushnell (Florida)
Bushnell è un comune degli Stati Uniti d'America, situato in Florida, nella Contea di Sumter, della quale è anche il capoluogo.